# Cettia ruficapilla
Cettia ruficapilla là một loài chim trong họ Cettiidae.